# Ella Suitiala
Ella Suitiala (Espoo, 1º ottobre 1989) è un'ex snowboarder finlandese.

## Palmarès

### Coppa del Mondo
- Miglior piazzamento nella Coppa del Mondo generale di freestyle: 18ª nel 2015 e nel 2016
- Miglior piazzamento nella Coppa del Mondo di halfpipe: 11ª nel 2012
- Miglior piazzamento nella Coppa del Mondo di slopestyle: 3ª nel 2015
- Miglior piazzamento nella Coppa del Mondo di big air: 4ª nel 2015
- 2 podi:
  - 2 terzi posti